# یالینکا
یالینکا (به لاتین: Jalinka) یک روستا در لهستان است که در گمینا لوبچا کرولوسکا واقع شده‌است.